# Likouala
| Likouala            | Likouala                          |
| ------------------- | --------------------------------- |
| Likouala            |                                   |
| Basisdaten          |                                   |
| Hauptstadt:         | Impfondo                          |
| Fläche:             | 66.044 km²                        |
| Einwohner:          | 87.581 (Berechnung, 2005)         |
| Bevölkerungsdichte: | 1,33 Einw./km² (Berechnung, 2005) |
| ISO 3166-2:         | CG-7                              |

Likouala ist ein Departement der Republik Kongo mit der Hauptstadt Impfondo.

## Geographie
Das ländliche, dünn besiedelte Departement liegt im Norden des Landes und grenzt im Norden an die Zentralafrikanische Republik, im Westen an das Departement Sangha, im Südwesten an das Departement Cuvette und im Osten an die Demokratische Republik Kongo.

## Wirtschaft
Die Likouala Timber SA gewinnt auf über 500.000 Hektar Tropenholz und verarbeitet es zum Teil in der Region weiter zu Halbfertigprodukten.